# Lamastre
 Lamastre é uma comuna francesa na região administrativa de Auvérnia-Ródano-Alpes, no departamento de Ardèche. Estende-se por uma área de 25,45 km². Em 2010 a comuna tinha 2 387 habitantes (densidade: 93,8 hab./km²).